# Доблестным сынам Отечества (памятник)
Доблестным сынам Отечества — памятник в городе Челябинске в честь воинов-интернационалистов, погибших в вооружённых конфликтах. Памятник построен в 1999—2004 гг. Установлен на Бульваре Славы, на его участке между улицами Пушкина и Свободы, недалеко от «Вечного огня».

## Авторы
- Скульптор В. Ф. Митрошин.
- Архитектор Н. Н. Семейкин.

## Композиция
Памятник представляет собой две гранитные глыбы, напоминающие горное ущелье, одну из которых венчает бронзовый орёл с распростёртыми крыльями — символ воинской славы и чести. Глыбы окольцованы венком из языков пламени, на котором написано «Доблестным сынам Отечества».

### Характеристики
- Высота памятника — 14 метров.
- Высота первой глыбы — 10 метров.
- Высота второй глыбы — 7 метров.
- Общий вес памятника — 180 тонн.
- Размах крыльев орла — 5 метров.

## История
15 февраля 1999 года, в связи с 10-летием завершения вывода советских войск из Афганистана, было решено увековечить память челябинцев, погибших во время боевых действий в Афганистане и Чечне. Глава Челябинска Вячеслав Тарасов определил место, где будет заложен первый камень в расположении основания памятника. Памятник был открыт 17 декабря 2004 года.
При реконструкции Бульвара Славы в 2018—2019 годах, памятник был дополнен цветником и двумя стелами из чёрного гранита с высеченными именами погибших уроженцев города и области в локальных войнах 1971—2012 годов, в том числе в Афганской (1979—1989) и Чеченских (1994-1996, 1999-2009) войнах. Мемориальный комплекс после реконструкции был открыт 17 января 2019 года.